# الإشارة والنداء

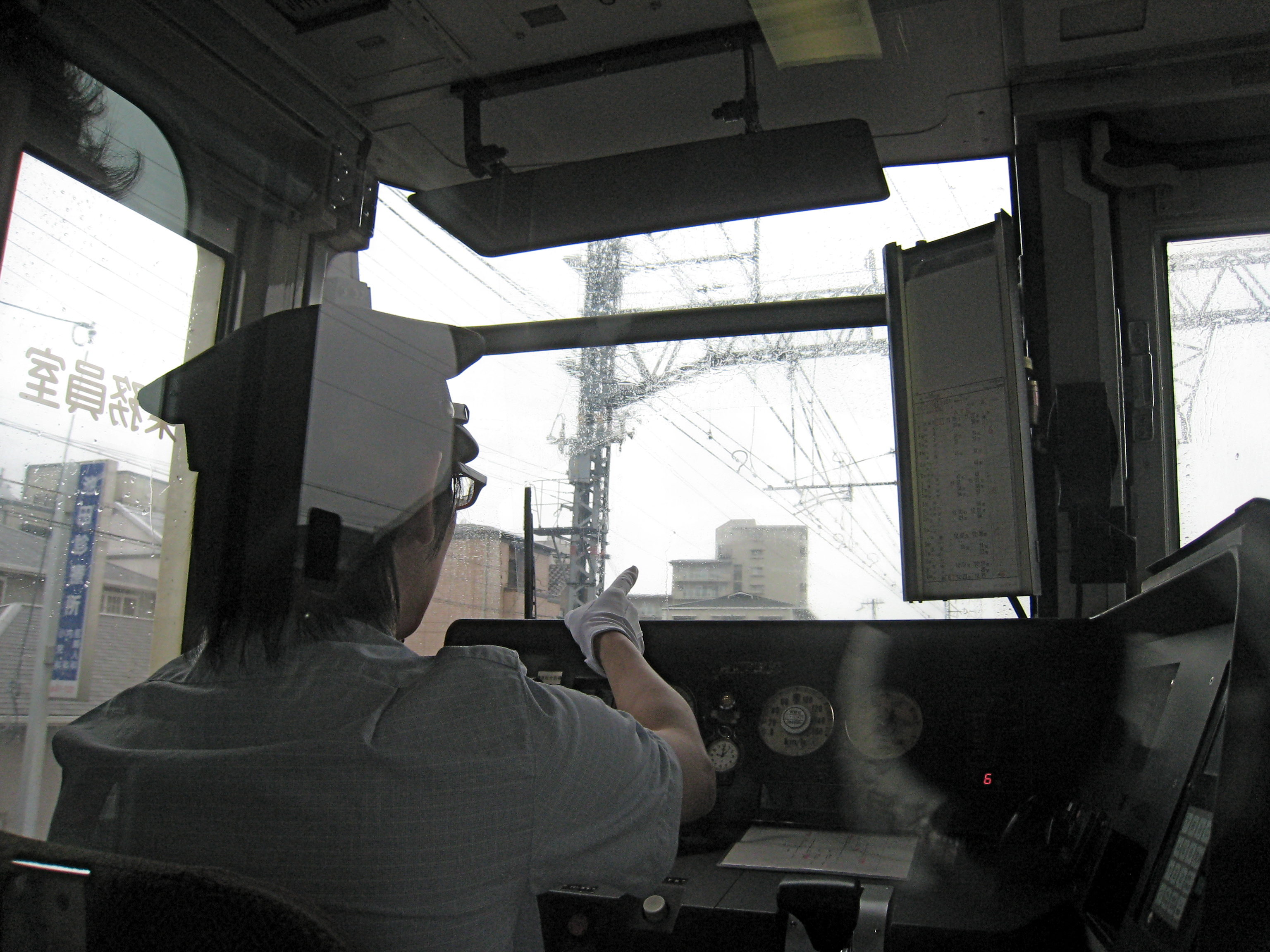
سائق القطار يستخدم طريقة الإشارة والنداء.

الإشارة والنداء هي طريقة تستخدم في السلامة والصحة المهنية لتجنب الأخطاء اثناء العمل وذلك من خلال الإشارة إلى المهمة المراد إنجازها والنداء عن الوضع الحالي للمهمة. يتم استخدام الطريقة بكثرة في القطار ومحطاتها في اليابان وتايوان. عملية الإشارة والنداء تتطلب عمل مشترك ورد فعل بين دماغ والعينين واليدين والفم والأذنين.

## التاريخ

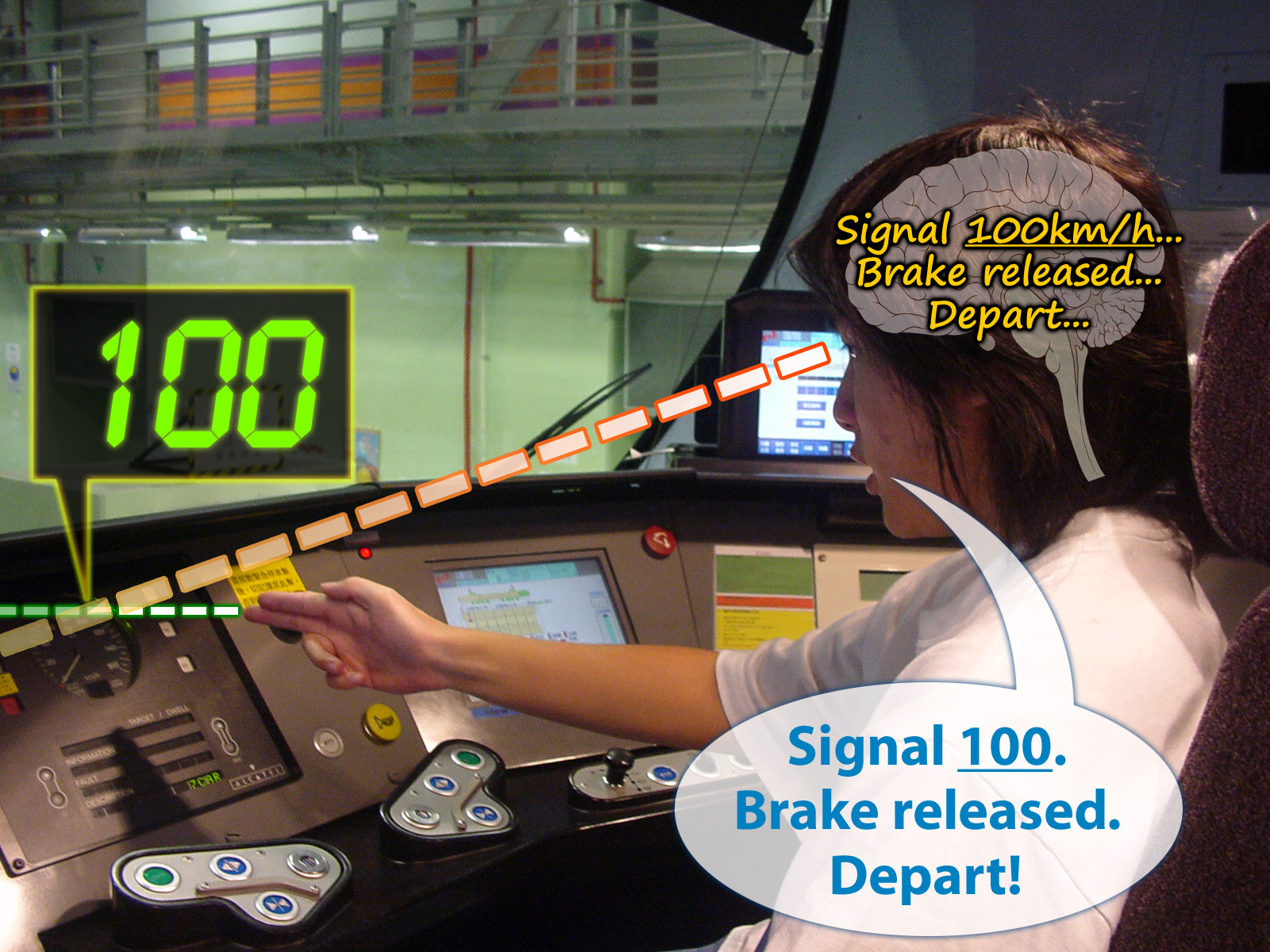
صورة توضح عملية التنسيق وعمل مشترك ورد فعل بين دماغ والعينين واليدين والفم والأذنين

نشأت هذه الطريقة في اليابان في أوائل القرن العشرين حيث طلب من سائقو القطارات بنداء الحالة وبعد عدة عقود تم إضافة الإشارة.

## وصلات خارجية
- AllAboutLean.com (4 يناير 2014). Pointing and Calling Japanese Safety Standard at Railway Companies & Toyota. Youtube.